# Modelos de evolución del paisaje

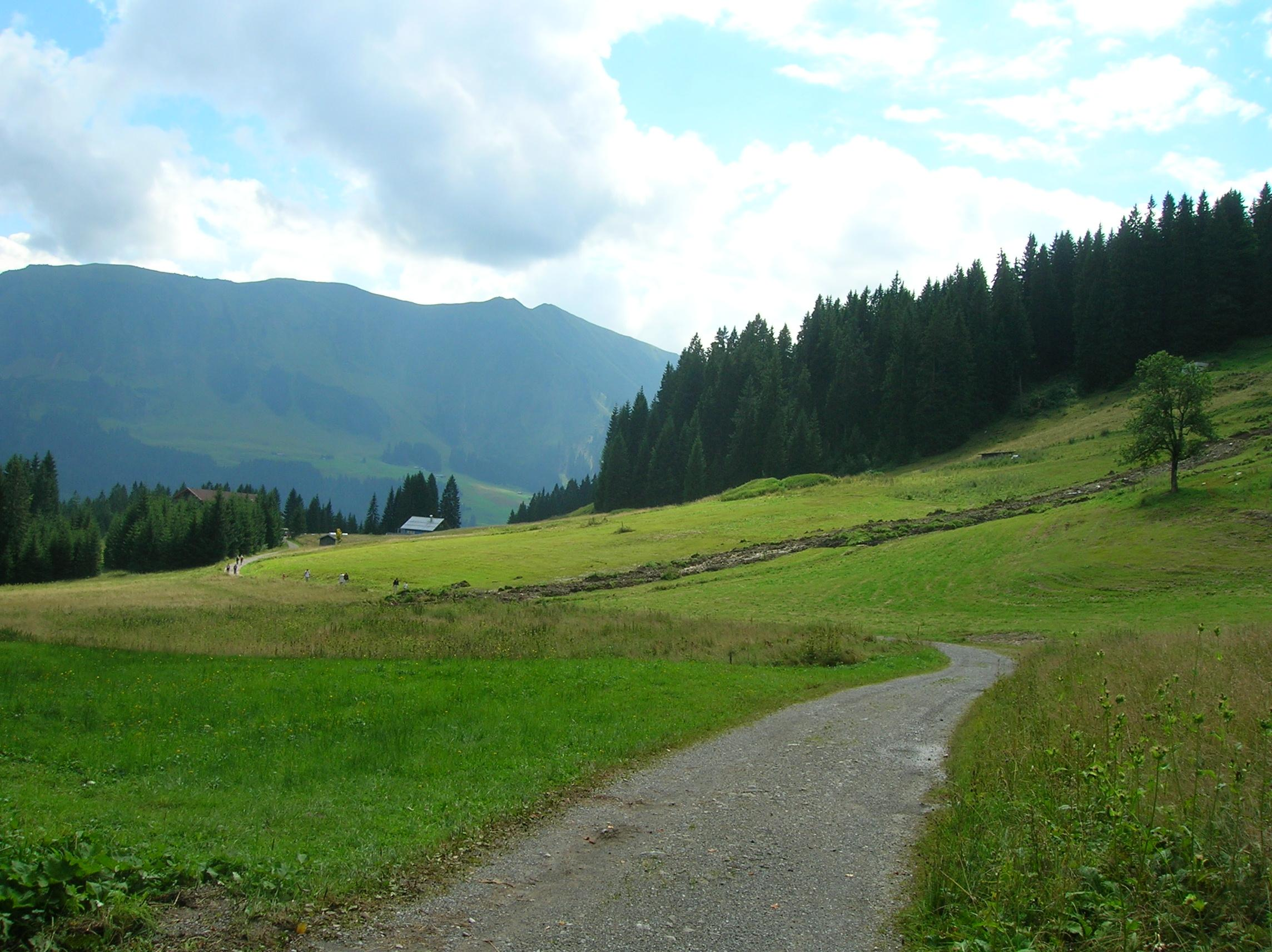
Ejemplo de colinas convexas en estado de equilibrio.

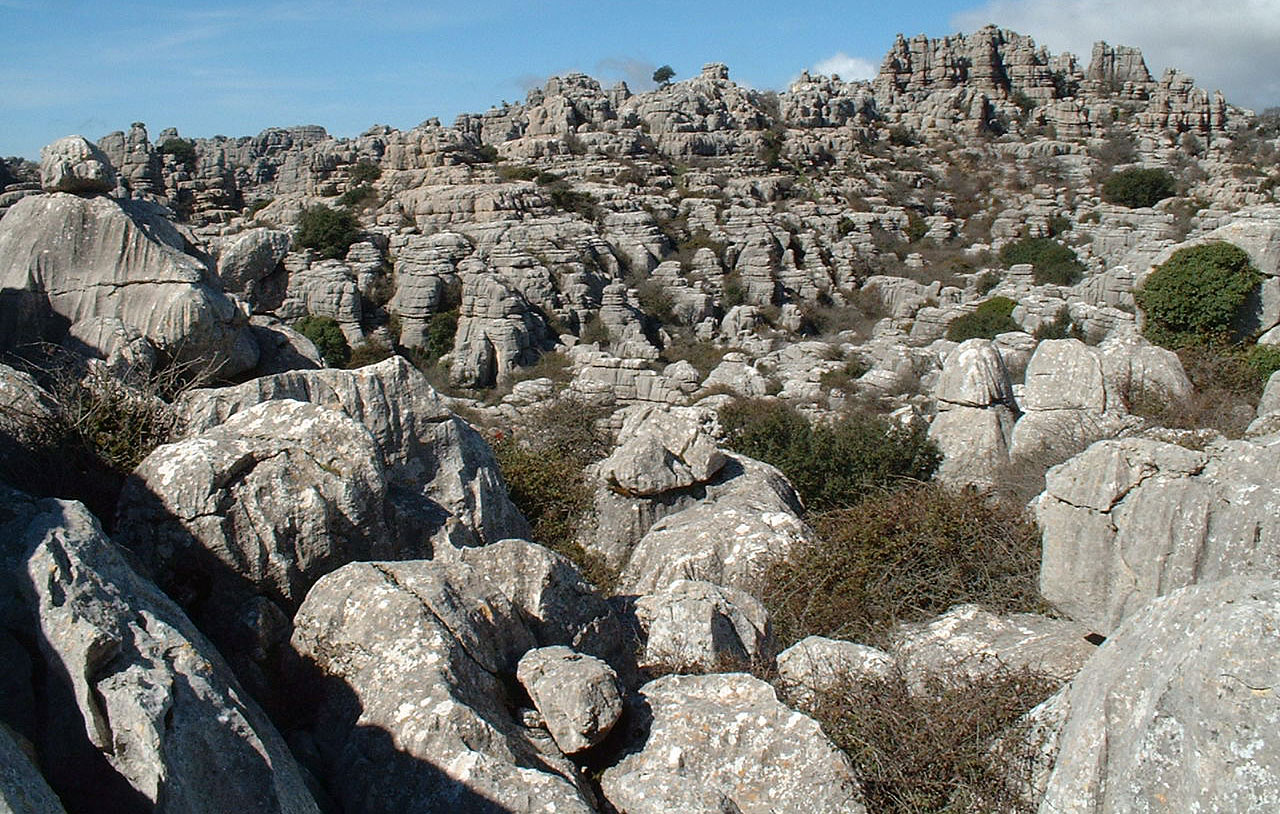
Ejemplo de formaciones rocosas que se erosionarán llegando a formar colinas.

Los modelos de evolución del paisaje (también referido como evolución del perfil de las montañas, o la evolución de pendientes) se son los modelos que permiten estimar los cambios en las tasas de erosión, estilos y forma de las pendientes de colinas y montañas a lo largo del tiempo. 

## Modelos conceptuales
Durante la mayor parte del siglo XX se difundieron tres modelos distintos: disminución de la pendiente, sustitución de la pendiente y retirada paralela de la pendiente. Hasta la década de 1950 los modelos eran el pilar de la geomorfología. La comprensión moderna de la evolución de las pendientes es mucho más compleja que lo que sugieren los modelos clásicos ampliamente difundidos: disminución de pendiente, sustitución y retirada.

### Disminución de pendiente
La disminución de pendiente fue propuesta por William Morris Davis en su teoría sobre el ciclo de la erosión. Morris proponía que existía una disminución gradual en el ángulo de pendiente de una colina cuando la corriente de incisión (el río que corta) se ralentizaba. A esto había que sumar que las pendientes tendían a hacerse más suaves al acumularse el regolito de grano fino de la meteorización.

### Sustitución de pendiente
La sustitución o reemplazo de la pendiente fue propuesta por Walther Penck desafiando las ideas de Davis sobre la evolución de pendientes. La sustitución de pendiente establece que la evolución de la pendiente de una colina está asociada con índices de globales de erosión decrecientes (denudación). El proceso comienza con un allanamiento de la zona más baja de la montaña que se propaga hacia arriba y hacia atrás haciendo que la parte más alta de la montaña receda y disminuya el ángulo de su pendiente que permanece más empinado que en los sectores inferiores. En las palabras mismas de Penck: "El aplanamiento de las laderas siempre se da desde su base hacia arriba".

### Retroceso de laderas
Las pendientes evolucionan por desplazamiento paralelo cuando la resistencia de la roca permanece constante y los derrubios en la base son continuamente removidos. Estas condiciones a menudo se producen en áreas donde hay capas duras de rocas basálticas o sedimentarias, sobre otros estratos de rocas más blandas. Las pendientes tienden a cesar su evolución por desplazamiento en paralelo una vez que las capas de roca dura han sido completamente erosionadas. Debido a que el desplazamiento a su vez depende de la resistencia de la roca y de la meteorización, que a su vez depende de la climatología, algo que resulta variable en períodos muy largos y que puede variar en distancias muy largas, es que el desplazamiento rara vez permanece paralelo.
El proceso de retroceso de pendiente y escarpe paralelo, propuesto por los primeros geomorfólogos, fue defendido notablemente por Lester Charles King. King consideraba que la retirada del escarpe y la coalescencia de los glacis labrados en roca (pedimentos) en pedillanuras un proceso dominante a lo largo del planeta. No solo ello sino que sostuvo que la disminución de la pendiente era un caso especial de desplazamiento de pendiente visto sólo en rocas muy débiles que no podían mantener un escarpe. Las pendientes que fueran convexas hacia la cima y cóncavas hacia los valles sin facetas al descubierto son según King un fenómeno restringido al Cuaternario y al Terciario tardío. Argumentó que esta relativa carencia de escarpes era el resultado de un desgaste lento de la superficie causado por cubiertas de poáceas que había resultado en una mayor reptación de los suelos.

## Modelos numéricos
Contrariamente a los primeros modelos conceptuales que intentaron pronosticar la forma que tomaría el relieve los modelos numéricos actuales se enfocan en describir que está ocurriendo en un momento dado.
Algunos modelos numéricos han tratado de estimar la tasa media de erosión de la pendiente. Utilizando la ecuación de transferencia del calor de Fourier como inicio W.E.H. Culling razonó que el flujo de masa a través del gradiente de altura de una pendiente podría ser descrito en una forma similar:
{\displaystyle {\tilde {q}}=-K\nabla {\mathsf {z}}} (Ecuación 1)
En el lado izquierdo quedaría el flujo de sedimento que es el volumen de la masa que pasa por una línea por unidad de tiempo (L3/LT). K es una constante de índice (L2/T), y ∇z sería el gradiente o diferencia de altura entre dos puntos en una pendiente dividida por su distancia en horizontal. Este modelo implica que el flujo de sedimento puede ser estimado en función de la pendiente (∇z). Se ha demostrado que esto es cierto para casos de pendientes bajas. Para pendientes más empinadas la misma ecuación tomaría la forma siguiente:
q̃ = −K∇z 1 − (|∇z|/Sc)2 (Ecuación 2)
Sc representa el gradiente crítico a partir del cual los sedimentos no se acumularían sino que correrían y se alejarían de la ladera. Este modelo muestra  que cuándo ∇z dista mucho de Sc se tiende a comportar como la ecuación 1. Al contrario cuándo ∇z se acerca a Sc el índice de erosión deviene extremadamente alto. Esta última característica puede representar el comportamiento de derrumbes en terreno empinado.
Para tasas bajas de erosión incrementadas por una corriente o la incisión de un río pueden hacer que la pendientes suaves evolucionen en formas convexas. Las formas convexas pueden verse a su vez indirectamente aceleradas si existe un levantamiento tectónico asociado a la incisión del río.

### Colinas parabólicas
Al principio, gracias a los trabajos de Grove Karl Gilbert (1909) y William Morris Davis (1892), se sostenía que los cerros de tierra convexos o parabólicos habían conseguido el estado de equilibrio estacionario entre producción y erosión de suelo. Contrariamente a lo que un equilibrio entre la función de la tasa de erosión descrito arriba y la función de producción de suelo tendría que implicar que la profundidad de suelo puede variar considerablemente en cerros parabólicos como resultado de la función de producción de suelo. Esto significa que los índices de formación de suelo esperados de la función de producción de la tierra podrían variar mucho a cortas distancias en un mismo paisaje en equilibrio geomórfólico.
Los cerros convexos son a menudo asociados a tors. La modelización numérica indica que en ambientes periglaciales con colinas de pendientes suaves pueden formarse en pocos millones de años. La formación de estos paisajes se calculan por resultado de la formación de numerosos tors durante el curso del suavizado y ensanchado de las zonas convexas. La presencia de numerosos tors indicaría que el paisaje original era más empinado y no tan llano como el paisaje del día presente.